# Leptoceletes subtilis
Leptoceletes subtilis is een keversoort uit de familie netschildkevers (Lycidae). De wetenschappelijke naam van de soort werd in 1941 gepubliceerd door Kleine.